# Edward D. Crippa
Edward D. Crippa (Rock Springs, 1899. április 8. – Rock Springs, 1960. október 20.) az Amerikai Egyesült Államok szenátora (Wyoming, 1954).